# Gallegos de Solmirón

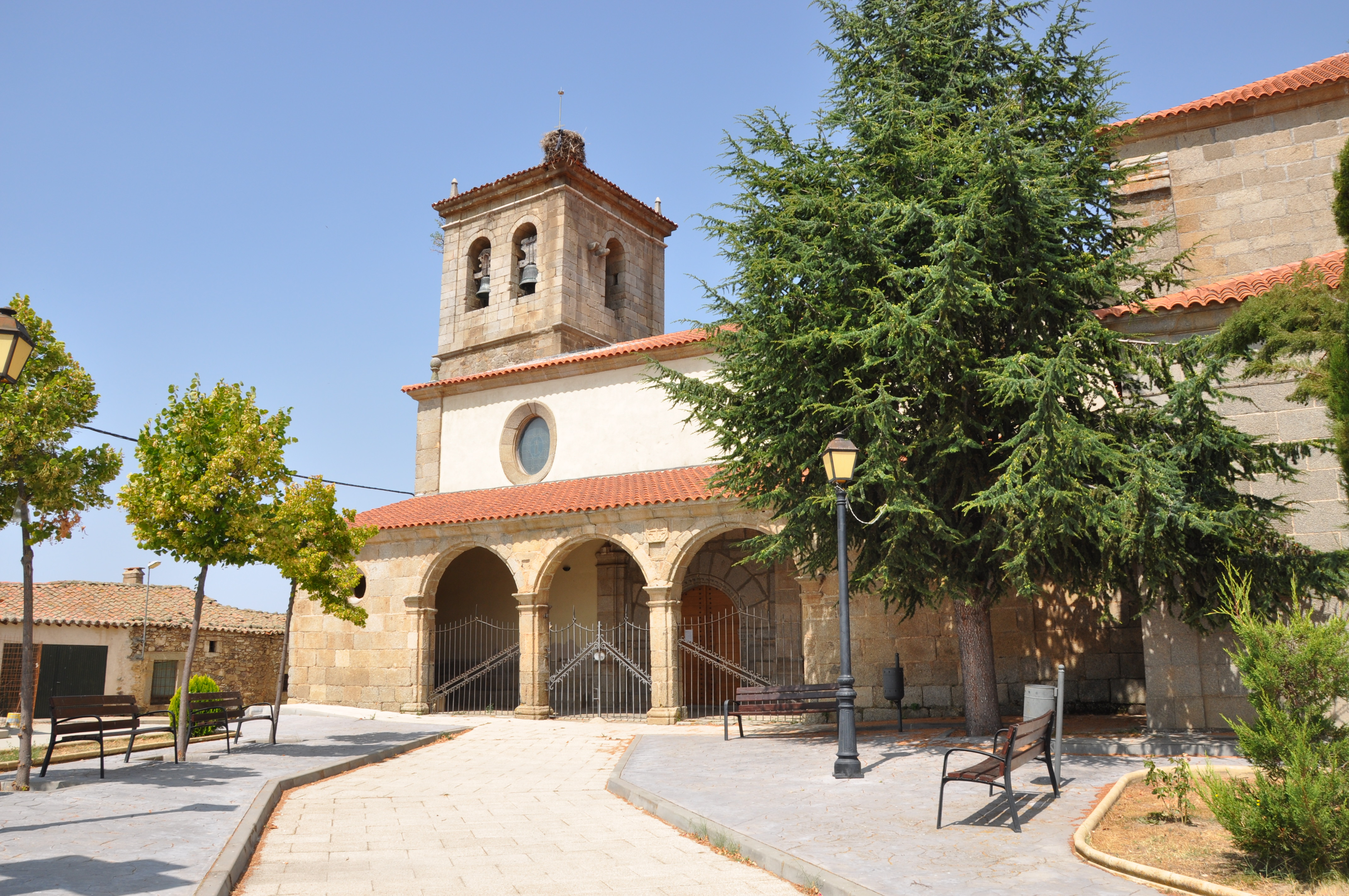
San Juan bautista

Gallegos de Solmirón és un municipi de la província de Salamanca a la comunitat autònoma de Castella i Lleó.

## Demografia
| 1991 | 1996 | 2001 | 2004 |
| ---- | ---- | ---- | ---- |
| 260  | 214  | 175  | 163  |